# Kristina Berdynskykh
Kristina Berdínskikh (Jersón) es una periodista ucraniana. Durante la guerra en Ucrania ha recorrido su país, informando desde regiones que han estado bajo bombardeo ruso. Parte de su trabajo se ha concentrado particularmente en los detalles cotidianos de una ciudad en conflicto. En 2021, la BBC la reconoció como una de las 100 mujeres más inspiradoras del mundo.

## Trayectoria
Berdínskikh ha trabajado como periodista política en revistas, televisión y radio en Kiev, la capital de Ucrania, durante 14 años. En 2013 y 2014, informó sobre la Revolución Euromaidán.
Desde el inicio de la invasión rusa de Ucrania en 2022, ha cubierto el conflicto directamente desde el terreno, con especial atención a la recopilación de testimonios de la ciudadanía. En marzo de 2022, entrevistó al embajador de Polonia en Ucrania e informó sobre el hospital infantil Ohmatdyt, atacado por las tropas rusas. En abril de 2022 viajó a la ciudad liberada de Butcha, conocida por la masacre de Butcha. 

## Reconocimientos
En 2022, Berdínskikh fue reconocida por la BBC como una de las 100 mujeres más inspiradoras del mundo.